# Lilla Kvarntjärnen, Västerbotten
Lilla Kvarntjärnen är en sjö i Umeå kommun i Västerbotten och ingår i Sävaråns huvudavrinningsområde.